# Saison 1947-1948 de la Juventus FC
Maillots
Chronologie
Saison précédente Saison suivante
La saison 1947-1948 de la Juventus Football Club est la quarante-cinquième de l'histoire du club, créé cinquante-et-un ans plus tôt en 1897.
L'équipe piémontaise prend part cette saison à la 46e édition du championnat d'Italie (16e de Serie A).

## Historique
Après deux années de suite à terminer à la seconde place du classement, le club de Turin, qui célèbre au cours de cette année ses 50 ans d'existence, est ambitieux et veut à nouveau se voir meilleure équipe d'Italie.

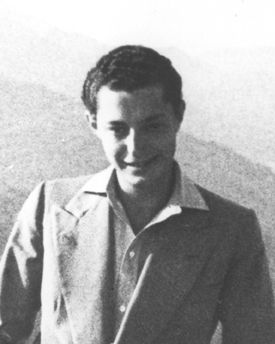
Gianni « l’Avvocato » Agnelli, le nouveau président de la Juventus.

Pour pouvoir mieux s'investir dans la société, la présidence du club est changée, et Piero Dusio, président du club depuis 1941, laisse le rôle le 22 juillet au jeune Giovanni Agnelli (ou Gianni Agnelli) dit « l’Avvocato » (en français : l'avocat), supporter et directement propriétaire du club alors âgé de 26 ans, l'un des fils d'Edoardo Agnelli qui avait acheté la Juve par moins de 24 ans plus tôt.
La société juventina change aussi d'adresse au cours de cette saison, pour la 10e fois de son histoire, laissant la Via Bogino, 12 pour déménager au Corso IV Novembre, 151.
Au niveau des changements, trois nouveaux défenseurs viennent étoffer l'effectif bianconero avec les arrivées d'Araldo Caprili, d'Antonio Dalmonte et de Piero Gibellino. Au milieu de terrain débarquent également Stefano Angeleri, ainsi que le Tchécoslovaque Ján Arpáš, le Hongrois Mihály Kincses et les Italiens Francesco Cergoli et Carlo Lenci en attaque.
C'est donc à la fin de l'été que la Juventus FC de Renato Cesarini reprend la Serie A, après deux titres de vice-champions du pays.
Le dimanche 14 septembre 1947, la Juventus commence sa saison sur un succès à l'extérieur 3 buts à 1 contre Alexandrie grâce à un but de Sentimenti III et un doublé d'Arpáš. Les bianconeri enchaînent après ce match une série de 3 victoires consécutives, série arrêté lors de la 5e journée avec une défaite 4-2 contre l'Inter (malgré des buts de Kincses et Cergoli). Ce premiers revers enfonce ensuite la Juve dans une série de matchs décevants, alternant défaites et nuls (dont un 1-1 contre la Lazio (but juventino de Boniperti) le 2 novembre au lendemain du cinquantenaire du club), jusqu'au 23 novembre et une défaite écrasante 6 à 1 contre Livourne (triplé de Boniperti et buts de Cergoli, Arpáš et Sentimenti III sur penalty). La Vecchia Signora termine ensuite son année avec une défaite, un nul et une victoire. Pour le premier match de l'année 1948, la Juve s'en va s'imposer à Vicence un but à zéro avec une réalisation d'Arpáš. Un mois plus tard, le club turinois écrase comme l'année précédente 6 buts à rien Bari chez lui (grâce aux réalisations de Cergoli (doublé), Boniperti, Arpáš (doublé) et Lenci). Deux semaines plus tard, Madama joue la dernière rencontre de la phase aller et gagne finalement 3-2 contre Pro Patria (but de Rava et doublé de Muccinelli). Le 15 février, pour la première partie de la phase retour, la Juventus rebat Alexandrie cette fois par 6 à 1 (avec un triplé de Muccinelli, un doublé de Boniperti puis un but de Magni).

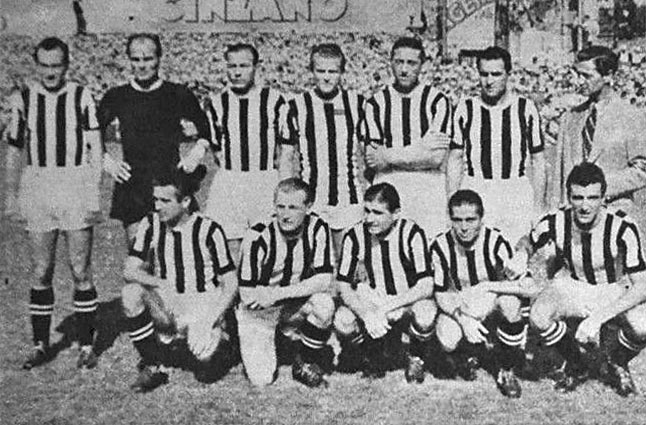
L'équipe juventina victorieuse au stade Luigi Ferraris contre le Genoa CFC (3-2), 28 septembre 1947.

Peu à peu durant la saison, l'entraîneur Renato Cesarini laisse également sa place petit à petit à l'Écossais au style fait de rigueur et de discipline William Chalmers (pour ce qui restera sa seule et unique expérience italienne en tant qu'entraîneur de football professionnel). On connait peu les raisons de ce choix mais on sait que Gianni Agnelli désirait absolument un entraîneur britannique pour son équipe (après avoir vu en mai 1948 l'équipe d'Angleterre lors d'un amical à Turin battre l'Italie 4-0). Il est engagé pour la saison suivante à la mi-février, arrive à Turin le 7 avril et devient observateur le 11 avril contre la Lazio. Deux jours plus tard, il dirige son premier entraînement avec Cesarini. Il observe encore deux matchs (les 21 et 25 avril contre Naples et Livourne), avant de prendre la relève de Cesarini le 26 avril (qui lui, retourna alors en Argentine, son pays natal).
La Juve enchaîne ensuite les prestations mitigées, alternant entre les victoires, défaites, et match nuls, et ce jusqu'à la 35e journée du 23 mai (victoire 3-0 à Turin sur la Roma grâce aux réalisations de Cergoli et de Boniperti sur doublé) où la Veille Dame réalise alors une série de cinq victoires de rang d'affilée, jusqu'au 20 juin où les piémontais furent défaits par Bari 2 buts à 1 (but juventino de Kincses). Les bianconeri terminent ensuite leurs deux derniers matchs de la saison avec un match nul puis une défaite (un sévère 4-0 au Stadio Comunale contre Pro Patria).
À la suite des 49 points remportés lors de la compétition (ex æquo avec le Milan mais devancé par celui-ci au nombre de victoires), la Juventus Football Club termine grâce à ses 19 succès, 11 nuls et 10 défaites, à la 3e place, et, bien qu'inférieure à la saison précédente, reste tout de même sur le podium.
Giampiero Boniperti confirme ses talents d'espoir et termine également, grâce à ses 27 buts inscrits, meilleur buteur de cette Serie A 1947-1948, la Juve lui ayant donné les clés de l'attaque.

## Déroulement de la saison

### Résultats en championnat
- Phase aller

| dimanche 14 septembre 1947 1re journée | Alexandrie  | 1 - 3 | Juventus                           | Stadio Giuseppe Moccagatta, Alexandrie 15h30 Arbitre : Pera |
| dimanche 14 septembre 1947 1re journée | Frugali 10e |       | 19e Sentimenti III · 69e 84e Arpáš | Stadio Giuseppe Moccagatta, Alexandrie 15h30 Arbitre : Pera |

| dimanche 21 septembre 1947 2e journée | Juventus                                                  | 4 - 1 | Sampdoria    | Stadio Comunale, Turin 15h30 Arbitre : Dattilo |
| dimanche 21 septembre 1947 2e journée | Caprili 10e · Cergoli 20e · Depetrini 44e · Boniperti 48e |       | 83e Bassetto | Stadio Comunale, Turin 15h30 Arbitre : Dattilo |

| dimanche 28 septembre 1947 3e journée | Genoa                          | 2 - 3 | Juventus                            | Stade Luigi-Ferraris, Gênes 15h30 Arbitre : Galeati |
| dimanche 28 septembre 1947 3e journée | Trevisan 27e · Dalla Torre 77e |       | 45e 89e Boniperti · 82e (pen.) Rava | Stade Luigi-Ferraris, Gênes 15h30 Arbitre : Galeati |

| dimanche 5 octobre 1947 4e journée | Juventus      | 1 - 0 | Atalanta | Stadio Comunale, Turin 15h30 Arbitre : Pizzato |
| dimanche 5 octobre 1947 4e journée | Boniperti 35e |       |          | Stadio Comunale, Turin 15h30 Arbitre : Pizzato |

| dimanche 12 octobre 1947 5e journée | Inter                                           | 4 - 2 | Juventus                  | Stadio San Siro, Milan 15h30 Arbitre : Dattilo |
| dimanche 12 octobre 1947 5e journée | Lorenzi 15e 53e · Zapirain 55e · Campatelli 60e |       | 69e Kincses · 88e Cergoli | Stadio San Siro, Milan 15h30 Arbitre : Dattilo |

| dimanche 19 octobre 1947 6e journée | Juventus | 0 - 1     | Triestina | Stadio Comunale, Turin 14h30 Arbitre : Zelocchi |
| dimanche 19 octobre 1947 6e journée |          | 25e Begni |           | Stadio Comunale, Turin 14h30 Arbitre : Zelocchi |

| dimanche 26 octobre 1947 7e journée | Torino     | 1 - 1 | Juventus                  | Stadio Filadelfia, Turin 14h30 26 000 spectateurs Arbitre : Bellé |
| dimanche 26 octobre 1947 7e journée | Mazzola 9e |       | 70e (pen.) Sentimenti III | Stadio Filadelfia, Turin 14h30 26 000 spectateurs Arbitre : Bellé |

| dimanche 2 novembre 1947 8e journée | Juventus      | 1 - 1 | Lazio          | Stadio Comunale, Turin 14h30 Arbitre : Bernardi |
| dimanche 2 novembre 1947 8e journée | Boniperti 31e |       | 73e Puccinelli | Stadio Comunale, Turin 14h30 Arbitre : Bernardi |

| dimanche 16 novembre 1947 9e journée | Naples | 0 - 0 | Juventus | Stadio della Liberazione, Naples 14h30 Arbitre : Boffardi |
| dimanche 16 novembre 1947 9e journée |        |       |          | Stadio della Liberazione, Naples 14h30 Arbitre : Boffardi |

| dimanche 23 novembre 1947 10e journée | Juventus                                                                    | 6 - 1 | Livourne   | Stadio Comunale, Turin 14h30 Arbitre : Valsecchi |
| dimanche 23 novembre 1947 10e journée | Boniperti 21e 44e 68e · Cergoli 62e · Arpáš 70e · Sentimenti III 85e (pen.) |       | 42e Tieghi | Stadio Comunale, Turin 14h30 Arbitre : Valsecchi |

| dimanche 7 décembre 1947 12e journée | Milan                                                                  | 5 - 0 | Juventus | Stadio San Siro, Milan 14h30 Arbitre : Gemini |
| dimanche 7 décembre 1947 12e journée | Angeleri 24e (csc) · Annovazzi 38e · Gratton 58e · Carapellese 72e 90e |       |          | Stadio San Siro, Milan 14h30 Arbitre : Gemini |

| dimanche 21 décembre 1947 13e journée | Juventus           | 1 - 1 | Lucchese  | Stadio Comunale, Turin 14h30 Arbitre : Poggipollini |
| dimanche 21 décembre 1947 13e journée | Sentimenti III 41e |       | 63e Conti | Stadio Comunale, Turin 14h30 Arbitre : Poggipollini |

| dimanche 28 décembre 1947 14e journée | Roma                       | 2 - 3 | Juventus                    | Stadio Nazionale del P.N.F., Rome 14h30 Arbitre : Zelocchi |
| dimanche 28 décembre 1947 14e journée | Pesaola 13e · Di Paola 62e |       | 9e 36e Boniperti · 76e Rava | Stadio Nazionale del P.N.F., Rome 14h30 Arbitre : Zelocchi |

| jeudi 1er janvier 1948 15e journée | Vicence | 0 - 1     | Juventus | Stadio Comunale, Vicence 14h30 Arbitre : Carpani |
| jeudi 1er janvier 1948 15e journée |         | 37e Arpáš |          | Stadio Comunale, Vicence 14h30 Arbitre : Carpani |

| dimanche 4 janvier 1948 16e journée | Juventus | 0 - 1            | Modène | Stadio Comunale, Turin 14h30 Arbitre : Zambotto |
| dimanche 4 janvier 1948 16e journée |          | 81e Sentimenti V |        | Stadio Comunale, Turin 14h30 Arbitre : Zambotto |

| dimanche 11 janvier 1948 17e journée | Juventus                        | 3 - 0 | Fiorentina | Stadio Comunale, Turin 14h30 Arbitre : Tassini |
| dimanche 11 janvier 1948 17e journée | Kincses 54e 68e · Boniperti 72e |       |            | Stadio Comunale, Turin 14h30 Arbitre : Tassini |

| dimanche 18 janvier 1948 18e journée | Salernitana | 0 - 0 | Juventus | Stadio Comunale, Vicence 14h30 Arbitre : Carpani |
| dimanche 18 janvier 1948 18e journée |             |       |          | Stadio Comunale, Vicence 14h30 Arbitre : Carpani |

| dimanche 25 janvier 1948 19e journée | Juventus                                                   | 6 - 0 | Bari | Stadio Comunale, Turin 14h30 Arbitre : Zilli |
| dimanche 25 janvier 1948 19e journée | Cergoli 9e 79e · Boniperti 43e · Arpáš 72e 86e · Lenci 87e |       |      | Stadio Comunale, Turin 14h30 Arbitre : Zilli |

| dimanche 1er février 1948 20e journée | Juventus | 0 - 1      | Bologne | Stadio Comunale, Turin 14h30 Arbitre : Orlandini |
| dimanche 1er février 1948 20e journée |          | 77e Gritti |         | Stadio Comunale, Turin 14h30 Arbitre : Orlandini |

| dimanche 8 février 1948 21e journée | Pro Patria                 | 2 - 3 | Juventus                      | Stadio Comunale, Vicence 14h30 Arbitre : Agnolin |
| dimanche 8 février 1948 21e journée | Antoniotti 62e · Borra 78e |       | 30e Rava · 57e 84e Muccinelli | Stadio Comunale, Vicence 14h30 Arbitre : Agnolin |

- Phase retour

| dimanche 15 février 1948 22e journée | Juventus                                             | 6 - 1 | Alexandrie | Stadio Comunale, Turin 15h00 Arbitre : Pieri |
| dimanche 15 février 1948 22e journée | Muccinelli 3e 39e 50e · Boniperti 9e 19e · Magni 68e |       | 73e Lushta | Stadio Comunale, Turin 15h00 Arbitre : Pieri |

| dimanche 22 février 1948 23e journée | Sampdoria                                                  | 5 - 2 | Juventus                       | Stade Luigi-Ferraris, Gênes 15h00 Arbitre : Zelocchi |
| dimanche 22 février 1948 23e journée | Bassetto 14e 81e · Silvestrelli 27e 53e · Parola 61e (csc) |       | 42e Boniperti · 63e Muccinelli | Stade Luigi-Ferraris, Gênes 15h00 Arbitre : Zelocchi |

| dimanche 29 février 1948 24e journée | Juventus                                | 2 - 1 | Genoa       | Stadio Comunale, Turin 15h30 Arbitre : Gemini |
| dimanche 29 février 1948 24e journée | Sentimenti III 61e · Sardelli 73e (csc) |       | 83e Verdeal | Stadio Comunale, Turin 15h30 Arbitre : Gemini |

| dimanche 7 mars 1948 25e journée | Atalanta | 0 - 0 | Juventus | Stadio Comunale, Bergame 15h30 Arbitre : Bellé |
| dimanche 7 mars 1948 25e journée |          |       |          | Stadio Comunale, Bergame 15h30 Arbitre : Bellé |

| dimanche 14 mars 1948 26e journée | Juventus                  | 2 - 0 | Inter | Stadio Comunale, Turin 15h30 Arbitre : Bernardi |
| dimanche 14 mars 1948 26e journée | Boniperti 9e · Parola 78e |       |       | Stadio Comunale, Turin 15h30 Arbitre : Bernardi |

| dimanche 21 mars 1948 27e journée | Triestina       | 1 - 0 | Juventus | Stadio Comunale, Trieste 15h30 Arbitre : Orlandini |
| dimanche 21 mars 1948 27e journée | Parola 4e (csc) |       |          | Stadio Comunale, Trieste 15h30 Arbitre : Orlandini |

| dimanche 28 mars 1948 28e journée | Juventus           | 1 - 1 | Torino     | Stadio Comunale, Turin 15h30 40 000 spectateurs Arbitre : Gemini |
| dimanche 28 mars 1948 28e journée | Ballarin 55e (csc) |       | 37e Ossola | Stadio Comunale, Turin 15h30 40 000 spectateurs Arbitre : Gemini |

| dimanche 11 avril 1948 29e journée | Lazio | 0 - 0 | Juventus | Stadio Nazionale del P.N.F., Rome 16h00 Arbitre : Camiolo |
| dimanche 11 avril 1948 29e journée |       |       |          | Stadio Nazionale del P.N.F., Rome 16h00 Arbitre : Camiolo |

| dimanche 22 avril 1948 30e journée | Juventus      | 1 - 3 | Naples               | Stadio Comunale, Turin 16h00 Arbitre : Zelocchi |
| dimanche 22 avril 1948 30e journée | Boniperti 42e |       | 46e 78e 89e Barbieri | Stadio Comunale, Turin 16h00 Arbitre : Zelocchi |

| dimanche 25 avril 1948 31e journée | Livourne | 0 - 0 | Juventus | Stadio Ardenza, Livourne 16h00 Arbitre : Carpani |
| dimanche 25 avril 1948 31e journée |          |       |          | Stadio Ardenza, Livourne 16h00 Arbitre : Carpani |

| jeudi 6 mai 1948 33e journée | Juventus                     | 2 - 1 | Milan           | Stadio Comunale, Turin 16h00 Arbitre : Dattilo |
| jeudi 6 mai 1948 33e journée | Angeleri 23e · Boniperti 56e |       | 77e Carapellese | Stadio Comunale, Turin 16h00 Arbitre : Dattilo |

| dimanche 9 mai 1948 34e journée | Lucchese      | 2 - 2 | Juventus         | Stadio Porta Elisa, Lucques 16h00 Arbitre : Neri |
| dimanche 9 mai 1948 34e journée | Conti 18e 70e |       | 9e 19e Boniperti | Stadio Porta Elisa, Lucques 16h00 Arbitre : Neri |

| dimanche 23 mai 1948 35e journée | Juventus                        | 3 - 0 | Roma | Stadio Comunale, Rome 16h00 Arbitre : Tassini |
| dimanche 23 mai 1948 35e journée | Cergoli 64e · Boniperti 72e 78e |       |      | Stadio Comunale, Rome 16h00 Arbitre : Tassini |

| jeudi 27 mai 1948 36e journée | Juventus                                                                           | 6 - 0 | Vicence | Stadio Comunale, Rome 16h30 Arbitre : Tibaldi |
| jeudi 27 mai 1948 36e journée | Sentimenti III 7e · Boniperti 39e 46e · Angeleri 59e · Locatelli 75e · Cergoli 84e |       |         | Stadio Comunale, Rome 16h30 Arbitre : Tibaldi |

| dimanche 30 mai 1948 37e journée | Modène | 0 - 1        | Juventus | Stadio Cesare Marzari, Modène 16h30 Arbitre : Stampacchia |
| dimanche 30 mai 1948 37e journée |        | 9e Boniperti |          | Stadio Cesare Marzari, Modène 16h30 Arbitre : Stampacchia |

| dimanche 6 juin 1948 38e journée | Fiorentina                     | 2 - 4 | Juventus                                    | Stadio Comunale, Florence 16h30 Arbitre : Marchetti |
| dimanche 6 juin 1948 38e journée | Valcareggi 25e · Marchetti 68e |       | 48e 89e Boniperti · 55e Kincses · 85e Magni | Stadio Comunale, Florence 16h30 Arbitre : Marchetti |

| dimanche 13 juin 1948 39e journée | Juventus                      | 2 - 0 | Salernitana | Stadio Comunale, Rome 16h30 Arbitre : Cicardi |
| dimanche 13 juin 1948 39e journée | Rispoli 34e (csc) · Magni 87e |       |             | Stadio Comunale, Rome 16h30 Arbitre : Cicardi |

| dimanche 20 juin 1948 40e journée | Bari                     | 2 - 1 | Juventus    | Stadio della Vittoria, Bari 17h00 Arbitre : Camiolo |
| dimanche 20 juin 1948 40e journée | Hrötkö 4e · Tavellin 23e |       | 33e Kincses | Stadio della Vittoria, Bari 17h00 Arbitre : Camiolo |

| dimanche 27 juin 1948 41e journée | Bologne                      | 1 - 1 | Juventus                  | Stadio Comunale, Bologne 17h00 Arbitre : Tassini |
| dimanche 27 juin 1948 41e journée | Bruno Arcari (it) 53e (pen.) |       | 60e (pen.) Sentimenti III | Stadio Comunale, Bologne 17h00 Arbitre : Tassini |

| dimanche 4 juillet 1948 42e journée | Juventus | 0 - 4                                        | Pro Patria | Stadio Comunale, Rome 17h00 Arbitre : Parpaiola |
| dimanche 4 juillet 1948 42e journée |          | 40e Pozzi · 54e 55e Turconi · 60e Antoniotti |            | Stadio Comunale, Rome 17h00 Arbitre : Parpaiola |

#### Classement
|  |    | Classement final 1947-1948 | Pts | MJ | V  | N  | D  | BP  | BC | Dif |
|  | -- | -------------------------- | --- | -- | -- | -- | -- | --- | -- | --- |
|  | 1. | Torino                     | 65  | 40 | 29 | 7  | 4  | 125 | 33 | +92 |
|  | 2. | Milan                      | 49  | 40 | 21 | 7  | 12 | 76  | 48 | +28 |
|  | 3. | Juventus                   | 49  | 40 | 19 | 11 | 10 | 74  | 48 | +26 |

### Matchs amicaux
| dimanche 31 août 1947 | Bardonecchia | 0 - 9            | Juventus |  |
| dimanche 31 août 1947 |              | Buteurs inconnus |          |  |

| dimanche 7 septembre 1947 | Milan            | 4 - 4 | Juventus         |  |
| dimanche 7 septembre 1947 | Buteurs inconnus |       | Buteurs inconnus |  |

| dimanche 9 novembre 1947 | Pro Vercelli   | 1 - 3 | Juventus         |  |
| dimanche 9 novembre 1947 | Buteur inconnu |       | Buteurs inconnus |  |

| dimanche 30 novembre 1947 | Juventus | 0 - 2            | IFK Norrköping |  |
| dimanche 30 novembre 1947 |          | Buteurs inconnus |                |  |

| dimanche 4 avril 1948 | Avigliana      | 1 - 4 | Juventus         |  |
| dimanche 4 avril 1948 | Buteur inconnu |       | Buteurs inconnus |  |

| mercredi 2 juin 1948 | Novi Ligure    | 1 - 5 | Juventus         |  |
| mercredi 2 juin 1948 | Buteur inconnu |       | Buteurs inconnus |  |

| mardi 13 juillet 1948 | IFK Norrköping | 0 - 4            | Juventus |  |
| mardi 13 juillet 1948 |                | Buteurs inconnus |          |  |

| vendredi 16 juillet 1948 | AIK Solna        | 3 - 2 | Juventus         |  |
| vendredi 16 juillet 1948 | Buteurs inconnus |       | Buteurs inconnus |  |

#### Torneo di Pentecoste
| lundi 17 mai 1948 | La Gantoise    | 1 - 6 | Juventus         |  |
| lundi 17 mai 1948 | Buteur inconnu |       | Buteurs inconnus |  |

| mardi 18 mai 1948 | OGC Nice         | 3 - 7 | Juventus         |  |
| mardi 18 mai 1948 | Buteurs inconnus |       | Buteurs inconnus |  |

## Effectif du club
Effectif des joueurs de la Juventus Football Club lors de la saison 1947-1948.

## Buteurs
| 27 buts - Giampiero Boniperti 7 buts - Francesco Cergoli - Vittorio Sentimenti 6 buts - Ján Arpáš - Ermes Muccinelli 5 buts - Mihály Kincses | 3 buts - Pietro Magni - Pietro Rava 2 buts - Stefano Angeleri 1 but - Araldo Caprili - Teobaldo Depetrini - Carlo Lenci - Ugo Locatelli - Carlo Parola |